# Drago Diklić
Drago Diklić, (Sinj, 28. studenog 1937.) je hrvatski pjevač, glazbenik, skladatelj, kantautor i jedan od najznačajnijih predstavnika hrvatske zabavne i jazz glazbe.

## Životopis
Rođen je 28. studenog 1937. u Sinju, no već 1941. godine s obitelji seli u Zagreb, gdje u zagrebačkom kvartu Trnje odrasta i provodi najveći dio svoga života. U Zagrebu završava IV. gimnaziju i glazbenu školu (violina, trombon).
Još kao školarac, 1954. godine, počinje se baviti jazzom i zabavnom glazbom te nastupati po zagrebačkim plesnjacima. Iz tih godina datiraju i prve snimke na Radio Zagrebu i prva izdanja gramofonskih ploča. Godine 1958. odlazi u u inozemstvo (Njemačka, Francuska, Maroko, Švedska) i počinje se profesionalno baviti glazbom, nastupajući s nekoliko formacija vlastitih orkestara. Nakon povratka 1963. godine počinje se baviti skladateljskim radom, a skladbe iz tog razdoblja Još samo večeras i Oprosti volim te, nagrađivane na festivalima Zagreb 63 i Opatija 63, među najpopularnijim su zabavnim melodijama tog vremena.
Osnovao je i vodio veći broj sastava zabavne i jazz glazbe poput Profesionalaca, Kvarteta Drage Diklića, Noneta Drage Diklića, Dixie Swingersa, D.D. Five, Big banda Drage Diklića i Kvarner Big banda. Od 1972. do 1974. vodi vlastiti veliki plesni orkestar. Kao jazz interpret surađuje u big bandu Boška Petrovića i Damira Dičića, nastupajući na brojnim festivalima i u jazz klubovima. Godine 1970. utemeljuje vlastitu diskografsku i producentsku tvrtku Alta. Ravnatelj je Zagrebačkog festivala zabavne glazbe (Zagrebfest, 1971. – 1972., 1982. – 1985. i 1989. – 1995.). Aktivan je bridžist te predsjednik Zagrebačkog bridge saveza i dopredsjednik Hrvatskog bridž saveza.

## Festivali
- Jazz festival – Bled" 1962. 1963. 1964;
- Zagrebački festival" – dugi niz godina;
- Opatijski festival" – dugi niz godina;
- Beogradsko proljeće"

## Filmovi, TV serije i ostalo
- "Blagajnica hoće ići na more" kao pjevač (2000.)
- "Tonkina jedina ljubav" (1965.)

## Diskografija
- With My Bands & My Friends Vol.1
- With My Bands & My Friends Vol.2
- Još samo večeras
- Opet si plakala
- Teško mi je zaboravit t(s)ebe
- Samo za zaljubljene
- Zagreb je najljepši grad
- Sve moje godine

## Sinkronizacija
- "Lego Film 2" kao Lex Luthor (2019.)

## Knjige
- Bridge – igra i sport, ALTA, Zagreb, 1997.

## Nagrade i priznanja
- 1983. – Vjesnikova nagrada za glazbu Josip Štolcer Slavenski[1]
- 2011. – nagrada "Milivoj Körbler" Hrvatskoga društva skladatelja za životno djelo[4]
- 2011. – diskografska nagrada Porin za životno djelo[5]
- Red Danice hrvatske s likom Marka Marulića za umjetnički rad[2]
- Plaketa Grada Zagreba[2]

## Vanjske poveznice
- Hrvatsko društvo skladatelja: Diklić, Drago
- Jazz.hr – Drago Diklić
- Porin.info – Dobitnici Porina 2011. za životno djelo: Drago Diklić
- HDS ZAMP: Drago Diklić (popis glazbenih djela)
- Discogs.com: Drago Diklić